# Oklahoma National Guard

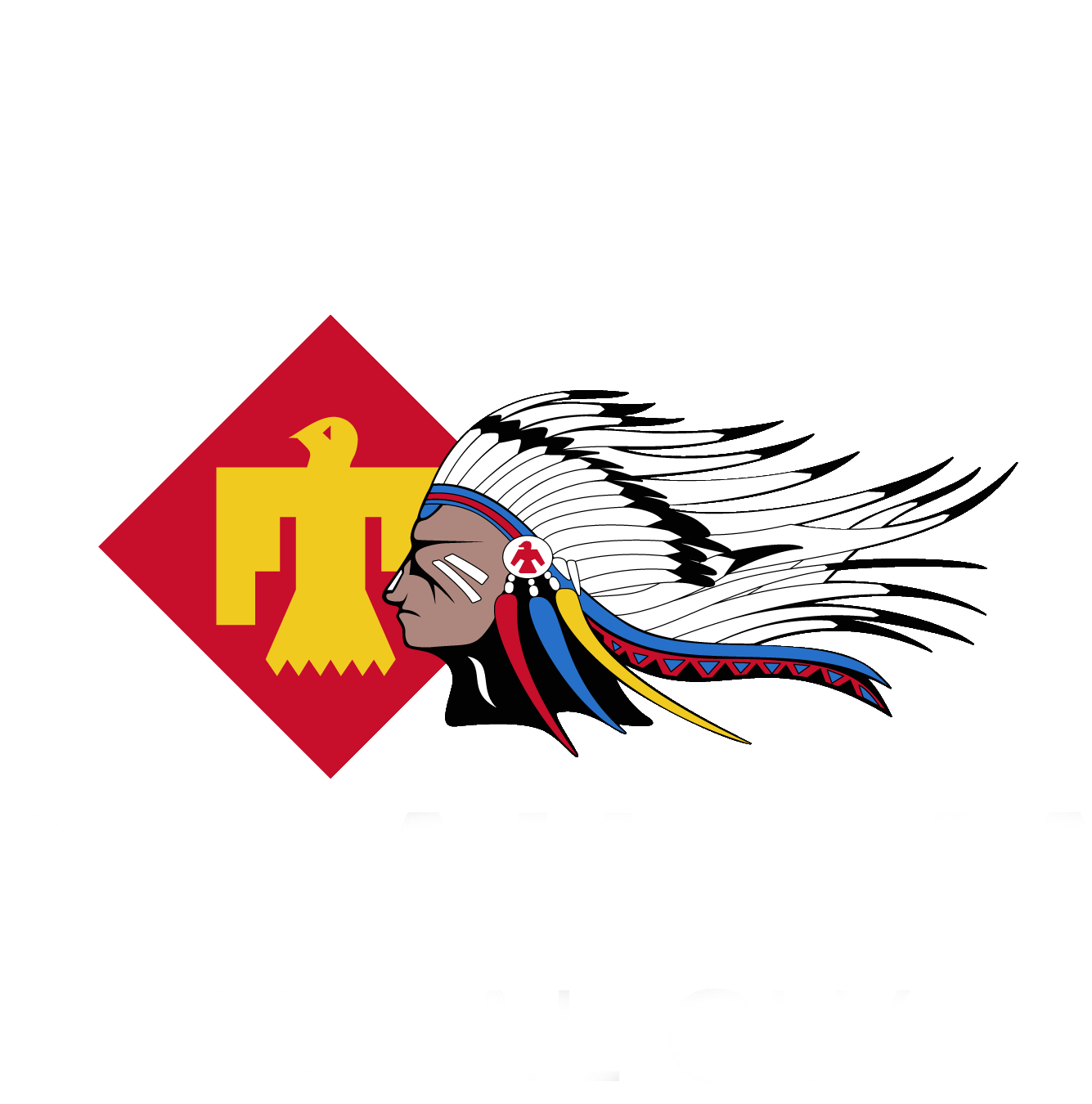
Logo der Oklahoma National Guard

Die Oklahoma National Guard (OKNG) des Oklahoma Military Department des US-Bundesstaates Oklahoma ist Teil der im Jahr 1903 aufgestellten Nationalgarde der Vereinigten Staaten (akronymisiert USNG) und somit auch Teil der zweiten Ebene der militärischen Reserve der Streitkräfte der Vereinigten Staaten.

## Organisation
Die Mitglieder der Nationalgarde sind freiwillig Dienst leistende Milizsoldaten, die dem Gouverneur von Oklahoma (aktuell Kevin Stitt) unterstehen. Bei Einsätzen auf Bundesebene ist der Präsident der Vereinigten Staaten Commander-in-Chief. Adjutant General of Oklahoma ist Major General Michael C. Thompson. Die Nationalgardeeinheiten des Staates werden auf Bundesebene vom National Guard Bureau (Arlington, VA) unter General Steven Nordhaus koordiniert.
Die Oklahoma National Guard wurde 1890 als Milizverband des damaligen Oklahoma Territory gegründet. Die Nationalgarden der Bundesstaaten sind seit 1903 bundesgesetzlich und institutionell eng mit der regulären Armee und Luftwaffe verbunden, so dass (unter bestimmten Umständen mit Einverständnis des Kongresses) die Bundesebene auf sie zurückgreifen kann. Oklahoma unterhält zurzeit keine Staatsgarde.
Die Oklahoma National Guard besteht aus den beiden Teilstreitkraftgattungen des Heeres und der Luftstreitkräfte, namentlich der Army National Guard und der Air National Guard. Die Oklahoma Army National Guard hatte 2017 eine Stärke von 6409 Personen, die Oklahoma Air National Guard eine von 2161, was eine Personalstärke von gesamt 8570 ergibt.

## Wichtige Einheiten und Kommandos
- Joint Forces Headquarters in Oklahoma City

### Army National Guard
- 90th Troop Command
  - 120th Engineer Battalion
  - 345th Combat Sustainment Support Battalion
  - 63rd Civil Support Team (WMD)
  - 145th Army Band
  - 145th Mobile Public Affairs Detachment
- 45th Infantry Brigade Combat Team
  - 1-180th Cavalry Squadron (RSTA)
  - 1-179th Infantry Battalion
  - 1-279th Infantry Battalion
  - 1-160th Field Artillery Battalion (155mm Towed)
  - 700th Brigade Support Battalion
  - 545th Brigade Engineer Battalion
- 45th Fires Brigade
  - B Battery, 171st Field Artillery (Target Acquisition)
  - 1-158th Field Artillery Battalion (HIMARS)
  - 205th Signal Company (Network Support Company)
  - 271st Brigade Support Battalion
  - 120th Forward Support Company (HIMARS)
- 189th Regiment - Oklahoma Regional Training Institute
  - 1-189th Field Artillery Battalion
  - 2-189th (General Services) Field Artillery Battalion
- Camp Gruber Training Center

### Oklahoma Air National Guard
- 137th Special Operations Wing
  - 137th Operations Group
  - 137th Mission Support Group
  - 137th Medical Group
- 138th Fighter Wing
  - 124th Space Superiority Squadron
  - 125th Fighter Squadron (F-16)
  - 125th Mobile Oppression Squadron
  - 125th Weather Flight
  - 219th Electronics Engineering and Radar Installation Squadron